# The Numbers
The Numbers este un website cu date despre industria cinematografică care urmărește veniturile de la box office într-un mod sistematic și algoritmic. Compania desfășoară, de asemenea, servicii de cercetare și prognozează venituri din proiectele de film.

## Istorie
Site-ul a fost lansat în 1997 de Bruce Nash.
La 21 martie 2020, The Numbers a lansat o declarație conform căreia, din cauza închiderii cinematografelor din cauza pandemiei COVID-19, „Nu ne așteptăm la mult raportare la box-office pe termen scurt” și nu au raportat estimările zilnice obișnuite de box-office, din cauza lipsei datelor de box office de la studiourile de film.